# 贝恩德罗特
贝恩德罗特是德国莱茵兰-普法尔茨州的一个市镇。总面积6.22平方公里，总人口397人，其中男性204人，女性193人（2011年12月31日），人口密度64人/平方公里。